# Lanxangia jingxiensis
Lanxangia jingxiensis là một loài thực vật có hoa trong họ Gừng. Loài này được Phương Đỉnh (Fang Ding, 方鼎) và Đàm Đức Hải (Qin De Hai, 覃德海) mô tả khoa học đầu tiên năm 1989 dưới danh pháp Amomum jingxiense. Năm 2018, Mark Fleming Newman và Jana Leong-Škorničková chuyển nó sang chi mới thiết lập là Lanxangia.

## Tên gọi
Tên gọi tiếng Trung là 狭叶豆蔻  (hiệp diệp đậu khấu, nghĩa đen là đậu khấu lá hẹp).

## Từ nguyên
Tên gọi khoa học jingxiensis lấy theo bính âm của tên gọi 靖西 là Jingxi, tức là Tĩnh Tây.

## Mẫu định danh
Holotype: D. H. Qin 23719, là hoa màu vàng do Đàm Đức Hải thu thập ngày 15-4-1987 trong rừng trên núi đá vôi ở cao độ 1.300 m tại thôn Để Định (底定), hương Nam Pha (南坡), Tĩnh Tây (靖西), lưu giữ tại Đại học Trung y Dược Quảng Tây (广西中医药大学, GXMI).

## Phân bố và môi trường sống
Loài này được tìm thấy tại huyện cấp thị Tĩnh Tây, địa cấp thị Bách Sắc, phía tây khu tự trị Quảng Tây, Trung Quốc.
Môi trường sống là rừng, ở cao độ đến 1.300 m.

## Mô tả
Cây cao khoảng 1,3 m. Lưỡi bẹ nguyên, 2-4 mm; cuống lá không có trên các lá ở đầu gần, 5-10 mm trên các lá ở đầu xa; phiến lá thẳng-hình mác, 13-50 × 1,5-3 (-3,5) cm, nhẵn nhụi, gốc hình nêm, đỉnh nhọn dài. Cành hoa 5-6 × 2,5-4 cm, 10-20 hoa; cuống cụm hoa 1,5-4,5 cm; lá bắc hình elip, 2-3,5 × 1-1,5 cm, đỉnh tù; lá bắc con màu tía, hình ống, khoảng 2,5 cm, xẻ 1 bên, đỉnh 2 thùy. Hoa màu vàng. Đài hoa màu đỏ ánh tía, khoảng 3 cm, đỉnh 3 răng. Ống tràng hoa khoảng 1,7 cm; các thùy thuôn dài, khoảng 3 cm × 8 mm, thùy trung tâm dạng túi, rộng hơn các thùy bên. Nhị lép ở bên khoảng 1 mm. Cánh giữa môi dưới có viền màu tía, hình trứng ngược, khoảng 3,2 × 1,5 cm, có nhú về phía họng, đáy hợp sinh vào chỉ nhị tạo thành một ống khoảng 3 mm, mép quăn. Chỉ nhị khoảng 5 mm; bao phấn khoảng 1,3 cm; phần phụ kết nối khoảng 5 × 8 mm, mép có khía tai bèo nhỏ. Bầu nhụy nhẵn nhụi. Quả nang hình elipxoit, 1,7-1,9 × 1,1-1,2 cm, có sọc. Ra hoa tháng 4, tạo quả tháng 9 - 10.